# Fenetil·lina
La fenetil·lina (INN), en anglès fenethylline (BAN, USAN) o phenethylline, també coneguda com a amphetaminoethyltheophylline i amfetyline, és una unió química d'amfetamina i teofil·lina que es comporta com un profàrmac per a les dues drogues abans esmentades. Es comercialitzava (abans de ser prohibida) per al seu ús com a psicoestimulant sota les marques Captagon, Biocapton o Fitton.

## Història
La fenetil·lina va ser sintetitzada per primera vegada per l'empresa alemanya Degussa AG el 1961 i fou utilitzada durant prop de 25 anys com una alternativa més suau a les amfetamines i compostos relacionats. Encara que no hi ha indicacions aprovades per la FDA per a la fenetil·lina, s'ha utilitzat en el tractament dels "hipercinètics" (una síndrome que actualment es coneix com a trastorn per dèficit d'atenció amb hiperactivitat) i, en algunes ocasions, per al tractament de la narcolèpsia o també en certs casos de depressió. Un dels principals avantatges de la fenetil·lina és que no augmenta la pressió arterial en la mateixa mesura que l'amfetamina, de manera que pot ser utilitzada en pacients amb malalties cardiovasculars.
La fenetil·lina es considera que té menys efectes secundaris i menys potencial d'abús que les amfetamines. No obstant això, la fenetil·lina va ser catalogada el 1981 dins del programa de substàncies controlades en els EUA, i es va convertir en il·legal a la majoria països el 1986 després de ser enumerada per l'Organització Mundial de la Salut dins la programació internacional en virtut del Conveni sobre substàncies psicotròpiques, tot i que la incidència real d'abús de la fenetil·lina era bastant baixa.
Des de 1986 el propietari del Captagon va deixar de fabricar-lo (als anys 80-90), i una cosa que no es pot vendre en ser prohibida (només alguns grams) deixa de ser "una marca comercial" (concretament la patent caduca als 50 anys de la sortida al mercat, 1961-2011). No obstant això, és sota el nom de Captagon com es coneixen mundialment totes les falsificacions de la Fenetil·lina (semblant al cas de l'aspirina i altres fàrmacs que tenen genèrics). Els pirates han robat, el nom del Captagon, la fórmula, i fins i tot la forma de les càpsules amb la "C" impresa, tot i que l'única manera en què es pot mercadejar amb aquest producte, és el contraban, atès que, com s'ha dit, és il·legalitzat.

## Farmacologia
La fenetil·lina, com les amfetamines, estimula el sistema nerviós central, "proporcionant un impuls d'energia, una millora de la concentració, un estat despert durant períodes més llargs de temps i produint una reducció de la gana i una sensació d'eufòria". Aquests efectes han portat al seu ús comú entre soldats en actiu arreu del món.
La fenetil·lina, en ser metabolitzada pel cos, genera, a part, dos fàrmacs més: l'amfetamina (24,5% de la dosi oral) i la teofil·lina (13,7% de la dosi oral), cadascun dels quals són per si mateixos estimulants actius. Per aquest motiu, els efectes fisiològics de la fenetil·lina són el resultat de la combinació dels tres fàrmacs.

## Abús
L'abús de fenetil·lina de la marca Captagon és molt comú als països àrabs i diverses versions falsificades de la droga segueixen estant disponibles malgrat la seva il·legalitat.
Moltes de les pastilles "Captagon" falsificades, en realitat contenen altres derivats d'amfetamines que són més fàcils de produir, però es modelen i s'estampen amb la forma de les píndoles de Captagon. No obstant això, de les píndoles de Captagon falsificades que s'han analitzat, algunes contenen veritable fenetil·lina, fet que indica que la producció il·lícita d'aquesta droga segueix tenint lloc.
La fenetil·lina és una droga molt popular, presumptament utilitzada per grups gihadistes a Síria. Es fabrica a nivell local en un procés barat i senzill. Segons certes filtracions, alguns dels grups militants també es dedicarien a exportar la droga a canvi d'armes o diners en efectiu.